# O Último Homem
O Último Homem (em inglês: The Last Man) é um romance de ficção científica apocalíptica de Mary Shelley que foi publicado primeiramente em 1826. O livro conta a história de um mundo futuro que foi devastado por uma praga. O romance foi duramente criticado na época, e estava praticamente desconhecido até que um renascimento acadêmico começou na década de 1960. É notável, em parte, pelos seus retratos semi-autobiográficos de figuras românticas do círculo de Shelley, particularmente do falecido marido de Shelley, Percy Bysshe Shelley e Lord Byron.  

## Personagens
Lionel Verney: O Último Homem. O filho sem pais de um nobre empobrecido, Lionel é originalmente sem lei, obstinado, e ressentido da nobreza por ter deixado de lado seu pai. Quando ele faz amizade com Adrian, no entanto, ele abraça a civilização e, particularmente, a educação. Verney é em grande parte uma figura autobiográfica de Mary Shelley.
Adrian, Conde de Windsor: Filho do último rei da Inglaterra, Adrian abraça princípios republicanos. Ele é motivado pela filosofia e filantropia, em vez da ambição. Adrian é baseado em Percy Bysshe Shelley.
Lord Raymond: Um jovem nobre ambicioso, Raymond torna-se famoso por seus esforços militares em nome da Grécia contra os turcos, mas eventualmente opta pelo amor sobre sua ambição de se tornar rei da Inglaterra. Ao invés disso, torna-se Lorde Protetor da Inglaterra antes de voltar para a Grécia. Raymond é motivado pela paixão e ambição, não por princípios. Lord Raymond é baseado em Lord Byron.
Perdita: A irmã de Lionel, e esposa de Raymond. Crescendo como uma órfã, Perdita era independente, desconfiada, e orgulhosa, mas ela é suavizada pelo amor a Raymond, com quem ela é ferozmente leal.
Idris: Irmã de Adrian, e esposa de Verney. Ela é amorosa, maternal e abnegada.
Condessa de Windsor: Mãe de Adrian e Idris, uma princesa austríaca e ex-rainha da Inglaterra. Ela é arrogante e ambiciosa, planejando restaurar a monarquia através de seus filhos.
Evadne: Uma princesa grega por quem Adrian se apaixona, mas que ama Raymond. Ela é dedicada e orgulhosa, mesmo quando ela torna-se empobrecida.
Clara: Filha de Raymond e Perdita.
Alfred e Evelyn: Filhos de Verney e Idris.
Ryland: Líder do partido democrático popular, Ryland tem grandes planos para a abolição da nobreza antes da praga, mas não está disposto a governar a Inglaterra durante a praga.
Merrival: Um astrônomo que é alheio à praga, em vez disso especula sobre a condição da Terra em seis mil anos, até que sua família morre.
Lucy Martin: Uma jovem mulher que escolheu casar com um pretendente repulsivo ao invés de esperar por seu amor verdadeiro, para agradar sua mãe anciã. A devoção de Lucy à sua mãe quase a leva a ser deixada para trás na Inglaterra após o exílio.
O Impostor: Sem nome – um falso profeta (da ambição, ao invés do fanatismo) que cria uma seita religiosa radical em oposição a Adrian na França.
Juliet: Uma jovem nobre que se une ao partido do Impostor para alimentar seu bebê, mas é morta mais tarde quando se descobre quem era o Impostor.

## Enredo

### Introdução
Mary Shelley afirma na introdução que em 1818 ela descobriu, na caverna de Sibila, perto de Nápoles, uma coleção de escritos proféticos pintados por Sibila de Cumas. Shelley editou estes escritos em uma narrativa atual, a narrativa em primeira pessoa de um homem que vive no final do século XXI.

### Volume 1
O pai de Lionel Verney é um homem nobre amado pelo Rei da Inglaterra, mas cai em desgraça e pobreza devido aos seus problemas com o jogo, para desagrado da Rainha. Ele deixa o tribunal para acabar com sua vida em Cumberland, mas antes envia ao Rei uma carta apaixonada suplicando-lhe para cuidar de seus dois filhos, Lionel e Perdita. A carta nunca chegou ao seu destino, nem a ajuda, e os filhos crescem como órfãos selvagens e incivilizados. Lionel se torna caçador e pescador furtivo e Perdita alimenta seu estranho isolamento.
Em 2073 o rei abdica o trono, e uma república é criada, então a família real começa a residir em Windsor. Após a morte do Rei, a Condessa trata de criar seu filho, Adrian, que reivindica o trono, mas Adrian se opõe a sua mãe e desenvolve os princípios da doutrina republicana. Adrian se muda para Cumberland, onde Lionel, que mantém um rancor para com Adrian e sua família por seu abandono da família Verney, tenta aterrorizar e enfrentar Adrian. Ele está surpreso com a natureza bondosa de Adrian e sua explicação de que havia encontrado a carta não muito tempo atrás. Lionel e Adrian se tornam amigos próximos, e Lionel adquire civilidade e conhecimentos filosóficos através da influência de Adrian.
Depois de passar algum tempo como um secretário em Viena, Lionel retorna para a Inglaterra para enfrentar a desordem entre sua família. Lord Raymond, que adquiriu fama por seu papel na guerra entre a Grécia e a Turquia havia retornado à Inglaterra para exercer cargos políticos, mas logo Perdita e Evadne se apaixonam por ele. Descobrindo que sua amada, Evadne, está apaixonada por Raymond, Adrian vai para o exílio, presumivelmente louco. Raymond tenta se casar com Idris (por quem Lionel está apaixonado) como um primeiro passo para se tornar Rei, com a ajuda da Condessa. Mas, finalmente escolhe seu amor por Perdita sobre sua ambição, e se casam. Sob os cuidados de Lionel, Adrian se recupera, embora continue a ser fisicamente fraco. Ao descobrir o amor entre Idris e Lionel, a Condessa planeja enganar Idris dando-lhe drogas, levando-a para Áustria e forçando-a a se casar por conveniências políticas. Idris descobre a armadilha e foge com Lionel, que se casa com ela logo depois. A Condessa vai para a Áustria, ressentida com seus filhos e Lionel.
Adrian e os dois casais passam anos felizes no Castelo de Windsor, até que Raymond decide tentar ser Protetor da Inglaterra, alcançando seu objetivo depois de bater seu rival, Ryland. Perdita logo se adapta a sua nova posição social, enquanto que Raymond começa a ser querido pelo povo como administrador benevolente. Descobre, no entanto, que Evadne, após a ruína financeira e política de seu marido (uma consequência de suas próprias falhas políticas) vive na pobreza e obscuridade em Londres, relutante em pedir ajuda. Raymond tenta ajudar Evadne levando-a para trabalhar como secretária com base em suas habilidades artísticas, e mais tarde a emprega como enfermeira, mas Perdita descobre o relacionamento e suspeita de uma possível infidelidade. Suas suspeitas despertaram o orgulho de Raymond e sua natureza apaixonada, e ambos se separam. Raymond renuncia a sua posição e se muda para a Grécia para continuar na luta, acompanhado por um tempo por Adrian. Pouco depois do ferido Adrian retornar para Inglaterra, crescem os rumores de que Raymond havia sido morto. Perdita, fiel, apesar de tudo, convence Lionel para levar ela e Clara à Grécia para encontrá-lo.

### Volume 2
Lionel encontra e ajuda a negociar o retorno de Raymond ao exército grego. Depois de um período de recuperação, Raymond e Lionel voltam a se unir na guerra, liderando uma invasão de Constantinopla. Durante uma batalha, Lionel descobre Evadne, morrendo por ter sido ferida em combate na guerra. Antes de sua morte, Evadne prediz a morte de Raymond, uma profecia que confirma as suspeitas de Raymond. A intenção de Raymond de entrar em Constantinopla causa dissensão e deserção do exército devido a alguns relatórios recebidos anunciando a praga. Raymond entra na cidade sozinho, e logo morre em um incêndio. Ele é levado para Atenas para o enterro.
Perdita anuncia sua decisão de ficar em Atenas ao lado do túmulo de Raymond, completamente sozinha. Lionel, no entanto, decide colocá-la sob o efeito de drogas e a leva de volta para a Inglaterra. Quando acorda no barco, ela afoga a si mesma.
Em 2092, Lionel e Adrian tratam de retornar às suas vidas normais, a praga continua a se espalhar pela Europa e América, e um relatório de um sol negro causa pânico em todo o mundo. Inicialmente a Inglaterra parece estar a salvo, mas logo a praga atinge o país. Ryland, eleito recentemente Protetor, não está preparado para a praga, então foge para o norte, e logo more sozinho entre uma pilha de suprimentos. Adrian toma o poder e é muito eficaz na manutenção da ordem e da humanidade na Inglaterra, embora a praga cresça a cada verão. Logo começam a chegar navios a Irlanda com sobreviventes da América, que saqueiam a Irlanda e Escócia antes de invadir a Inglaterra. Adrian mobiliza uma força militar, mas finalmente consegue resolver a situação pacificamente.

### Volume 3
Os poucos sobreviventes decidem deixar a Inglaterra em busca de um clima mais ameno. Na véspera de sua partida, Alfred está doente, e no seu caminho para casa Lionel tem um breve confronto com um homem morrendo, de quem se contagia com a praga. Alfred morre, mas Lionel consegue se recuperar, sendo a única pessoa a sobreviver à infecção. Pouco depois de chegar em Dover, Lionel recebe uma carta de Lucy Martin, que não havia conseguido se unir aos exilados devido à doença de sua mãe. Lionel e Idris viajam através de uma tempestade de neve para ajudar Lucy, mas Idris, fraca por anos de estresse e temores maternos, morre no caminho. Lionel e a Condessa, que haviam alimentado o ressentimento para com o outro após o casamento, se reconciliam diante do túmulo de Idris. Lionel recupera Lucy (cuja mãe havia morrido), e o grupo chega em Dover a caminho da França.
Na França, Adrian descobre que os primeiros imigrantes se haviam divido em facções, entre eles uma seita religiosa fanática liderada por um falso Messias, que diz a seus seguidores que se salvariam da doença. Adrian se une a maior parte das divisões, mas este último grupo declara violência contra Adrian. Lionel foge para Paris, onde se havia estabelecido a seita, para tentar salvar Juliet. Ela se recusa a ir porque o impostor havia se apoderado de seu bebê, mas ajuda Lionel a escapar. Mais tarde, quando o bebê de Juliet adoece, ela descobre que o impostor havia estado ocultando os efeitos da praga para seus seguidores. Ela morre quando tenta impedir que os outros fiéis, após o impostor cometer suicídio, e seus seguidores voltem para o corpo principal dos exilados para Versalhes.
Os exilados viajam para a Suíça, esperando poder passar o verão em um clima mais frio, menos favorável para a praga. No momento em que chegam a Suíça, no entanto, todos exceto quatro deles (Lionel, Adrian, Clara e Evelyn) estavam mortos. Os quatro passam um tempo relativamente alegre na Suíça, Milão e Como, antes da morte de Evelyn por tifo. Os sobreviventes tentam atravessar o mar Adriático para Grécia, mas uma súbita tempestade mata Clara e Adrian, que se afogam. Lionel, o último homem, nada até a costa de Ravena. Vive em Roma até 2100 escrevendo sua história, após o qual pretende navegar ao longo da costa do mar Mediterrâneo à procura de outros sobreviventes.

## Temas

### Elementos biográficos
Muitos dos personagens centrais estão total ou parcialmente com base em conhecimentos de Shelley. Ela havia sido proibida por seu pai-de-lei, Sir Timothy Shelley, de publicar uma biografia de seu marido, então ela o memorizou, entre outros, em O Último Homem. O utópico Adrian, Conde de Windsor, que lidera seus seguidores em busca de um paraíso natural e morre quando seu barco se afunda em uma tempestade, é um retrato ficcional de Percy Bysshe Shelley, embora outros personagens menores como Merrival de Percy aparecem bem. Lord Raymond, que deixa a Inglaterra para lutar pelos gregos e morre em Constantinopla, é baseado em Lord Byron. O romance expressa a dor de Mary Shelley com a perda de sua comunidade de "Eleitos", como ela os chamou, e Lionel Verney foi visto como uma saída para os seus sentimentos de perda e tédio seguindo suas mortes e as mortes de seus filhos.
Parece que Shelley encontrou inspiração para o título de seu romance no de Jean-Baptiste Cousin de Grainville, Le Dernier Homme (1805), traduzido para o inglês como Omegarus and Syderia.

### Falha dos ideais políticos românticos
O Último Homem não só lamenta a perda dos amigos de Shelley, mas também questiona os ideais políticos românticos para os quais defendiam. Em certo sentido, a praga é metafórica, uma vez que o idílio revolucionário do grupo de elite é corroído por dentro por falhas da natureza humana. Como a estudiosa de literatura Kari Lokke escreve: "na sua recusa em colocar a humanidade no centro do universo, é um questionamento de nossa posição privilegiada em relação à natureza, quando, O Último Homem constitui um desafio profundo e profético ao humanismo ocidental". Especificamente é, Mary Shelley, fazendo referências para o fracasso da Revolução Francesa e os ideais de Godwin, Wollstonecraft, e as respostas de Burke, "atacando a fé iluminista na inevitabilidade do progresso através de esforços coletivos".

### Isolamento
Hugh Luke argumenta que: "ao acabar a história com a imagem de habitante solitário da Terra, ela trouxe quase todo o peso do romance apoiando a ideia de que a condição do ser individual é essencialmente isolacionista e, portanto, em última análise, trágica". Shelley compartilha este tema de isolamento trágico com a poesia de Lord Byron e William Wordsworth.

### Ciência e medicina
Assim como na obra anterior e mais conhecida Frankenstein (1818), envolvida com questões científicas do eletromagnetismo, química e materialismo, O Último Homem aponta novamente para Shelley na tentativa de compreender o alcance da investigação científica. Ao contrários dos avisos de romances anteriores sobre o apocalipse faustiano devastador, este romance sugere que a medicina se tornou muito tímida e, finalmente, ultrapassada. O ineficaz astrônomo Merrival, por exemplo, está em contraste gritante com o assustadoramente produtivo Victor Frankenstein. A construção de Shelley da imunidade parlamentar de Lionel Verney continua a ser um tema de debate crítico significativo, mas o romance certamente demonstra uma profunda compreensão da história da medicina, especificamente o desenvolvimento da vacina contra a varíola e as diversas teorias do século XIX sobre a natureza do contágio.

## História da publicação e recepção
Duas edições de O Último Homem foram publicadas por Henry Colburn em Londres em 1826, e uma edição em Paris em 1826 por Giovanni Antonio Galignani. Uma edição pirata foi impressa nos Estados Unidos em 1833. O Último Homem recebeu as piores críticas de todos os romances de Mary Shelley: a maioria dos comentadores ridicularizando o próprio tema de unicidade, que havia se tornado muito comum nas duas décadas anteriores. Os revisores individuais marcaram o livro como "doentio", criticaram suas crueldades "estúpidas", e chamaram a imaginação da autora de "enferma". A reação assustou Mary Shelley, que prometeu a sua editora um livro mais popular, da próxima vez. No entanto, mais tarde, ela falou de O Último Homem como uma de suas obras favoritas. O romance não foi republicado até 1965. No século XX, o romance recebeu uma nova atenção da crítica, talvez porque a noção de unicidade tornou-se mais relevante.